# طومسون غارسيا
طومسون غارسيا (بالإسبانية: Thompson García)‏ (مواليد 16 ديسمبر 1970) هو ملاكم إكوادوري، مثّل بلاده في الألعاب الأولمبية الصيفية 1996.

## روابط خارجية
طومسون غارسيا على موقع بوكس ريك (الإنجليزية) (registration required)
- طومسون غارسيا على موقع أوليمبيديا (الإنجليزية)